# Trattato segreto di Granada
Il trattato di Granada fu un'alleanza militare stipulata in segreto tra la Corona d'Aragona ed il Regno di Francia nel 1500, per la spartizione del Regno di Napoli (ovvero il Regnum Siciliae citra Pharum) da parte dei due Stati.
Il trattato, giustificato dalla necessità di far fronte alla minaccia dei Turchi nel Mediterraneo, fu firmato il 10 ottobre 1500 nel Castello di Chambord e in seguito ratificato dai Re Cattolici l'11 novembre dello stesso anno. La controfirma di Ferdinando e Isabella avvenne nel complesso palaziale andaluso dell'Alhambra.

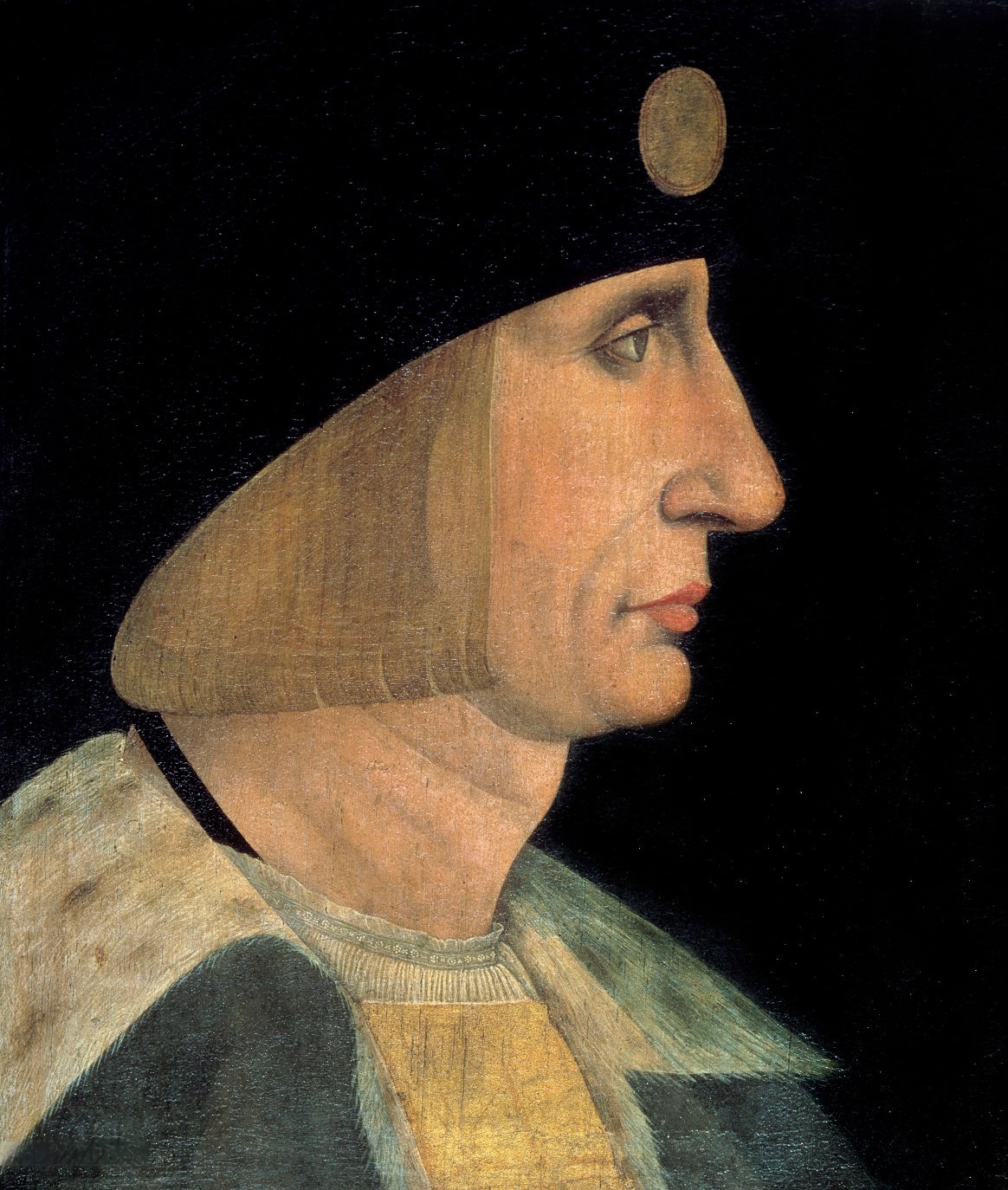
Luigi XII di Valois-Orléans

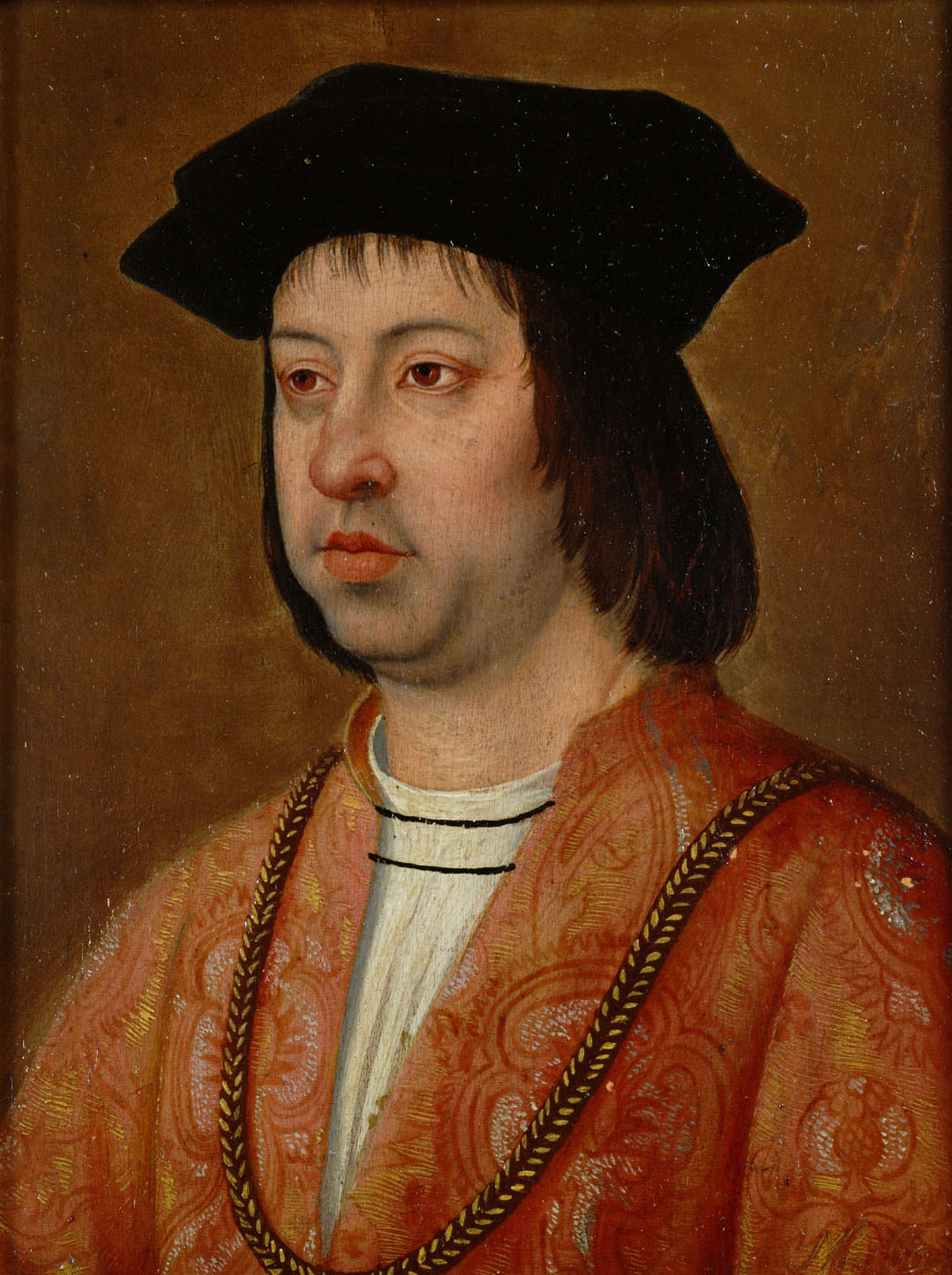
Ferdinando il Cattolico

## Contesto storico
L'evento si situa nel contesto delle Guerre d'Italia. Luigi XII, successore di Carlo VIII, rinnova le pretese sul Regno di Napoli in quanto erede della Casa d'Angiò. Ferdinando il Cattolico fa valere i suoi diritti di discendente da Alfonso il Magnanimo, diritti che egli reputa più legittimi di quello del ramo dinastico allora regnante su Napoli.
Dopo la discesa di re Carlo VIII di Francia in Italia e la morte nel 1498 a causa di un incidente, il suo successore Luigi XII decise di recarsi nella penisola per prendere il controllo di Milano nel 1499, e, vistosi potenzialmente minacciato dalla presenza aragonese nell'Italia meridionale, approfittando dell'appartenenza del reggente del regno ad una dinastia collaterale, stipulò un patto segreto con il re Ferdinando II d'Aragona.
I due monarchi si incontrarono a Granada l'11 novembre 1500, dove firmarono un accordo che prevedeva la divisione in parti uguali del Regno di Napoli da parte delle due potenze. In base a questo accordo, la Campania e gli Abruzzi passavano sotto il dominio francese, mentre le Puglie e la Calabria passavano sotto il dominio aragonese-castigliano.

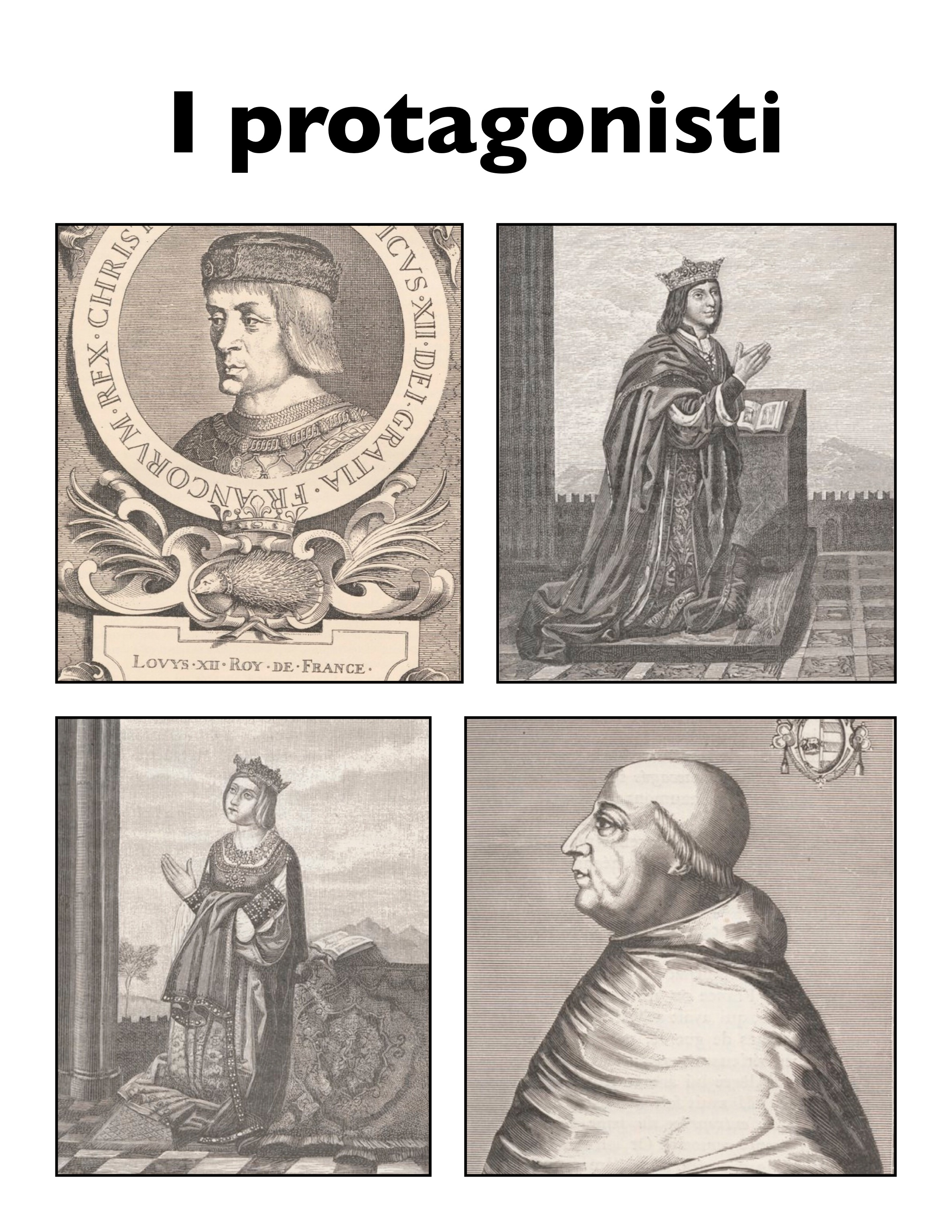
In alto a sinistra: Luigi XII di Valois-Orléans. In alto a destra: Ferdinando d'Aragona. In basso a sinistra: Isabella di Castiglia. In basso a destra: Papa Alessandro VI Borgia.

## Contenuto dell'accordo
Il piano di spartizione previsto dal Trattato di Granada prevedeva la delimitazione di due aree di influenza:
1) Luigi XII, Re di Francia e Duca di Milano, acquisiva il titolo di Re di Napoli e di Gerusalemme, avente sovranità sull'area campano-abruzzese (la Civitas di Napoli, l'Oppidum di Gaeta, l'intera Provincia della Terra di Lavoro e l'intera Provincia dell'Abruzzo).
2) Ferdinando il Cattolico, Re di Aragona e Re di Sicilia, acquisiva il titolo di Duca di Puglia e di Calabria, avente sovranità sul Ducato di Calabria e sull'intera Puglia.
Il Trattato di Granada prevedeva, inoltre, la ripartizione al 50% degli introiti della Dogana delle pecore.

Il testo originale del piano di spartizione franco-spagnolo del Mezzogiorno d'Italia recita:
"Et quia praedictus Rex Franciae jus habere praetendit in Regno Siciliae citra Farum, illaque de causa ad illud recuperandum cum exercitu suo proficisci decrevit, et nihilominus Rex et Regina Hispaniae praedicti jus habere praetendunt in dicto Regno, ita ut dictum Regnum uni ex duobus dictis Regibus, et nemini alii de jure pertineat, animadvertentes praeterea praefatis Regibus ac universo Orbi notissimum esse, Regem Fredericum saepe Turcorum Principem, Christiani nominis Hostem acerrimum, Literis, Nunciis, ac Legatiis ad arma contra Populum Christianum capessenda sollicitasse, ac impraesentiarum sollicitare, qui ad ejus maximam instantiam cum ingenti classe, ac validissimo terrestri exercitu, ad Christianorum Terras invadendas vastandasque, jam movisse intelligitur; igitur tam imminenti periculo ac damno Christianae Reipublicae obviare volentes, et ad finem Pacis, et ut Amicitia, Confoederatio et Liga praedicta sit inter se indissolubilis et perpetua in futurum, volentes omnes occasiones tollere et amputare, quae huic Confoederationi rupturam et seissuram possent afferre, tractatum est, approbatum, et concordatum super dicto Regno inter praefatos Principes in hunc qui sequitur modum, Videlicet, quod dictum Regnum Siciliae citra Farum dividetur et partietur inter praefatum Regem Franciae ex una parte, et praefatos Regem et Reginam Hispaniae, ex altera parte, et pro portione dicti Regis Franciae remanebunt Civitatis Neapolis et Oppidum Gayetae, ac aliae Civitates, Oppida, et Terrae totius Provinciae Terrae Laboris, et tota Provincia Brussiae, pro eorum justo valore, et ultra et supra medietatem reddituum Duanae pecorum Apuliae, vulgariter nuncupatae, la Duana de la Pouille, et cum suois titulis Regni Franciae, et Ducis Mediolani appelletur quoque Rex Neapolis et Jerusalem; et pro portione Regis et Reginae Hispaniaa praefatorum remanebunt Ducatus Calabriae, et tota Apulia, idest la Pouille, pro suo justo valore, et cum suis Titulis Regis et Reginae Castellae, Legionis, Aragonum, Siciliae, et Granatae, etc., appellentur quoque Duces Calabriae et Apuliae, reservata medietate reddituum dicta Duanae in dicta Apulia levandae, quam praefatus Rex Franciae habebit et recipiet pare a Commissariis per eosdem Regem et Reginam Hispaniae ad hoc deputandis, ultra revenutum dicti Regni, ut dictum est".

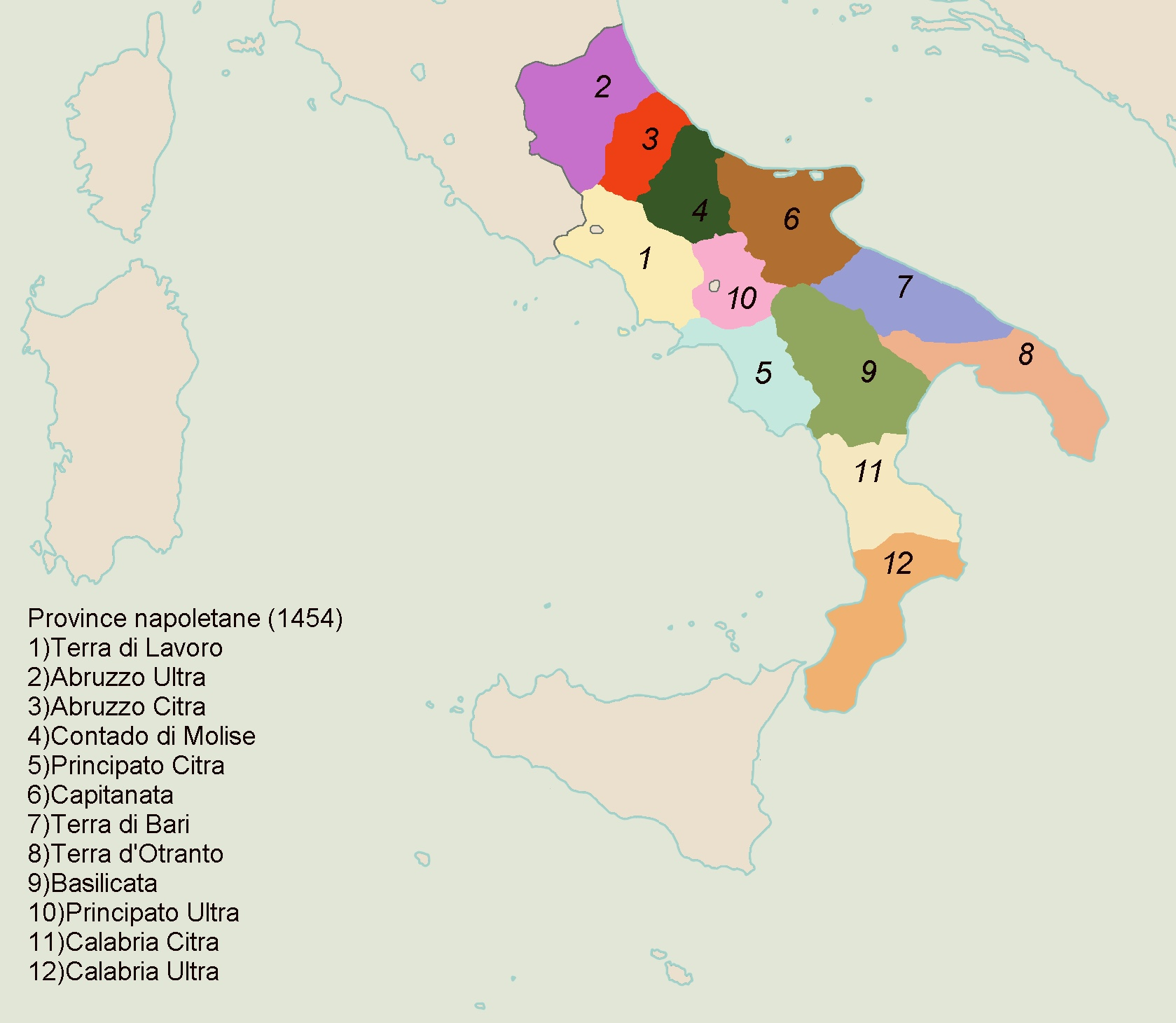
Le dodici Province del Regno di Napoli (1454)

La mancata definizione della sovranità su alcune province napoletane provoca una controversia che sfocia in una nuova guerra tra gli ex alleati.
Per comprendere il senso della divisione e del progetto di spartizione del Regno di Napoli è necessario descrivere la disposizione delle dodici province napoletane:
- Provincia della Terra di Lavoro (Napoli, Gaeta, Caserta e Nola)
- Provincia del Principato citra (Salerno)
- Provincia del Principato ultra (Avellino)
- Provincia della Basilicata (distretti di Matera, Potenza e Melfi)
- Provincia dell'Abruzzo ultra (vale a dire al di là del fiume Pescara, area dell'Aquila e Teramo)
- Provincia dell'Abruzzo citra (vale a dire al di qua del fiume Pescara, area di Chieti)
- Provincia del Contado del Molise (Campobasso)
- Provincia della Capitanata (vale a dire l'antica Puglia Daunia, cioè l'area di Foggia)
- Provincia della Terra di Bari (Bari, Barletta, Altamura)
- Provincia della Terra d'Otranto (Otranto, Lecce, Taranto, Gallipoli)
- Provincia della Calabria citra (Cosenza)
- Provincia della Calabria ultra (Catanzaro e Reggio Calabria).

## Conseguenze: la guerra per la spartizione franco-spagnola del Regno di Napoli
Sul trono partenopeo sedeva Federico I d'Aragona (linea dinastica napoletana), succeduto a Ferrandino nel 1496. 
Il patto stipulato tra Spagnoli e Francesi, reso pubblico nel corso del 1501, ottenne il beneplacito di papa Alessandro VI, in quanto sovrano nominale del Regno di Napoli.
Il Santissimo Padre scomunicò e dichiarò decaduto il re di Napoli Federico, dando appoggio esplicito e sostegno ufficiale al Trattato di Granada con la bolla pontificia datata 25 giugno 1501. 
Il pretesto per giustificare la scomunica di Don Federico fu l'accusa di avere contatti con i Turchi; verosimilmente causa ben più bruciante per i Borgia fu il mancato matrimonio tra Cesare Borgia e la Principessa di Taranto Carlotta d'Aragona, che osò rifiutare l'ambiziosissimo Duca di Valentinois e guastare uno dei tanti fili del "Grande nepotismo" di Papa Borgia.
I due eserciti, quello francese, guidato da Luigi d'Armagnac, duca di Neimours, e quello spagnolo, guidato da Gonzalo Fernández de Córdoba, prepararono subito l'occupazione dei territori rispettivamente assegnati.
Lo sfortunato Don Federico, titolare legittimo del trono del regno partenopeo, venuto al corrente del tradimento ordito dal cugino Ferdinando, decise di abdicare in favore del Re di Francia, scatenando così un conflitto tra due potenze europee, i cui eserciti si scontrarono sul suolo italiano nella Guerra d'Italia che si concluse con l'Armistizio di Lione.
Federico partì verso la Francia il 6 settembre 1501; nel maggio 1502, come compensazione per la sua rinunzia ai diritti sul Regno di Napoli, Federico ottenne da Luigi XII la Contea del Maine.
La dinastia dei Trastámara d'Aragona di Napoli si estinse nel 1550.
Con questa guerra si chiude la gloriosa epoca del Regno di Napoli e inizia la lunga stagione dei Viceré di Napoli (1501-1734).

## La rottura dell'accordo
Jules Michelet ha definito il Trattato di Granada "la grande perfidia del secolo".
Marco Pellegrini attribuisce il fallimento della spartizione del Regno di Napoli alla mancata definizione della ripartizione delle entrate fiscali relative alla Dogana delle pecore.
I sovrani aragonesi (Alfonso il Magnanimo e Ferrante I) avevano riorganizzato gli uffici della Dogana delle pecore, già attivi in precedenza e diventati particolarmente redditizi perché colpivano la transumanza di un crescente numero di greggi.
I diritti della Duana Pecorum Apuliae comportavano entrate tra i 160 000 e i 200 000 ducati annuali.

## Conseguenze: la Guerra tra Luigi XII e Ferdinando il Cattolico
L'occupazione da parte dei Francesi di certi territori contestati provoca un conflitto tra Ferdinando d'Aragona e Luigi XII a partire dalla seconda metà del 1502. 
I Francesi furono sconfitti ripetutamente a Ruvo di Puglia (22-23 febbraio 1503), a Seminara (21 aprile 1503), a Cerignola (28 aprile 1503) e presso il fiume Garigliano (29 dicembre 1503). 
Durante questa guerra si segnalano due eventi significativi: l'epica Disfida di Barletta (13 febbraio 1503) e la drammatica fine di Piero de' Medici detto il Fatuo, morto annegato nel Garigliano il 28 dicembre 1503 mentre combatteva con i Francesi.
Le vittorie militari spagnole del 1503 e la capitolazione dei Francesi a Gaeta (1º gennaio 1504) sanciscono la caduta definitiva del progetto di Luigi XII: il 31 gennaio 1504 viene sottoscritto l'Armistizio di Lione; il 12 ottobre 1505 il re di Francia rinunzia alle pretese su Napoli con il Trattato di Blois.

## Il testo del trattato
Un'edizione autorevole del testo del trattato, in lingua latina, può essere consultata nella collezione Corps Universel du Droit de Gens di Jean Du Mont (Tomo III, Parte I, pp. 444-447):

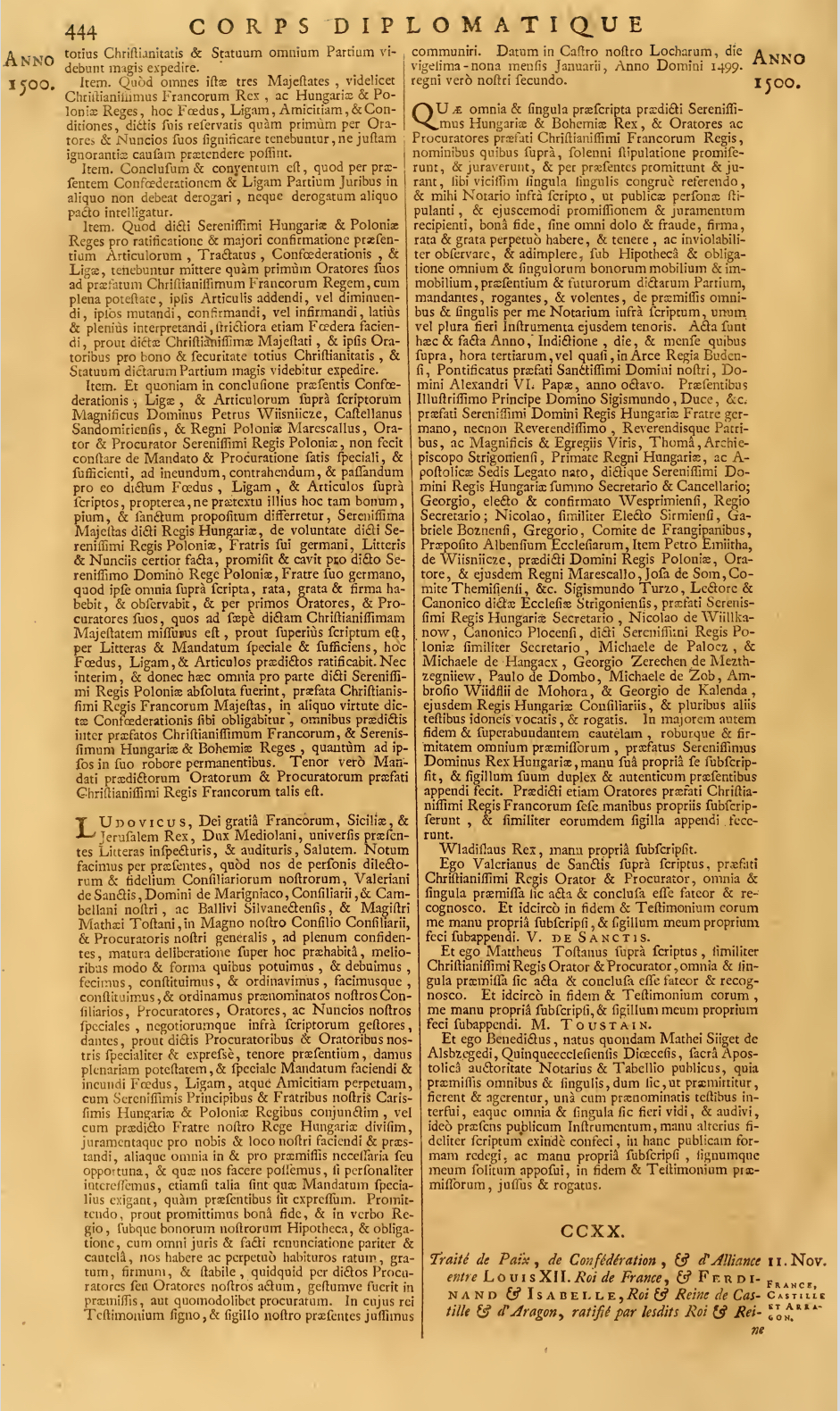
444
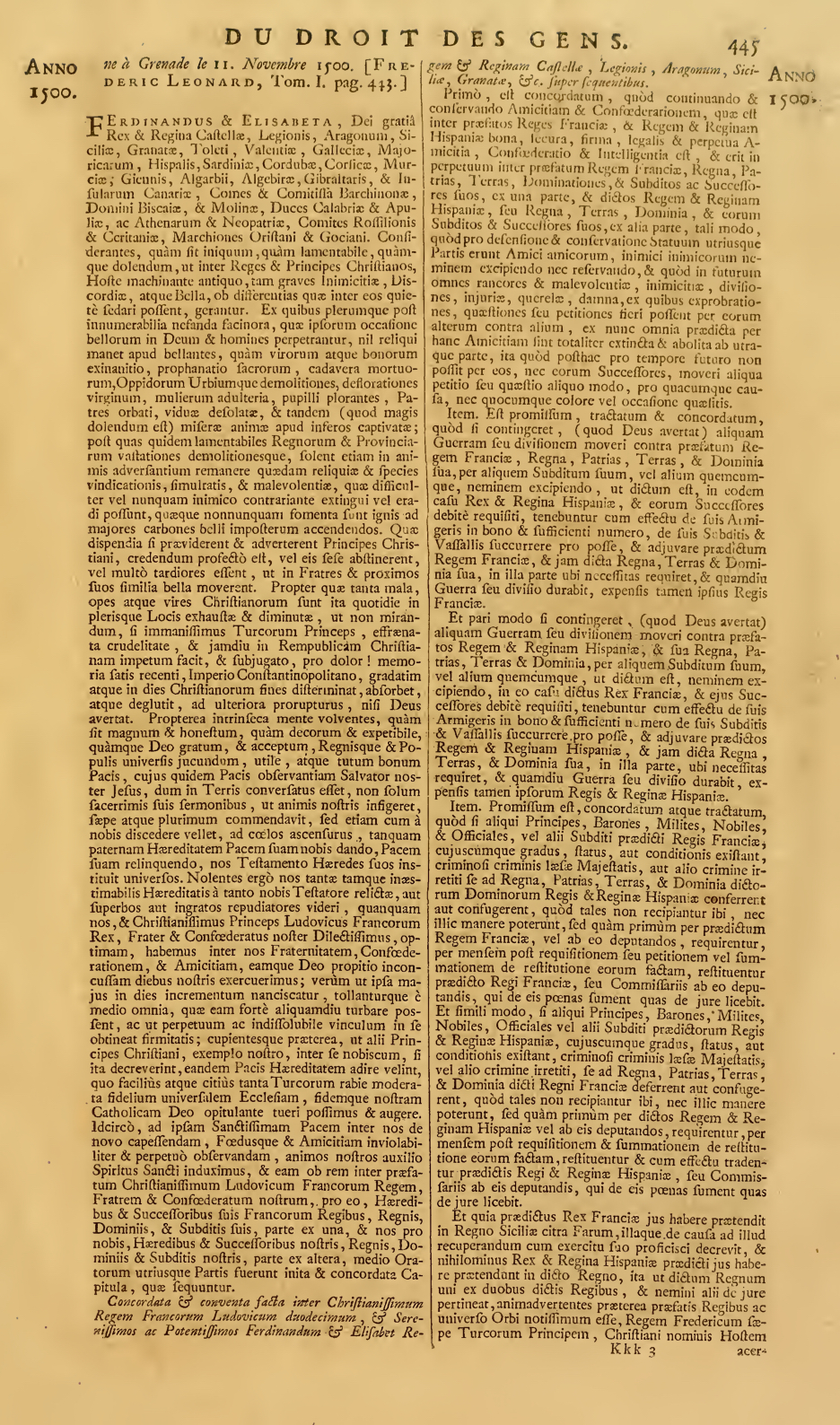
445
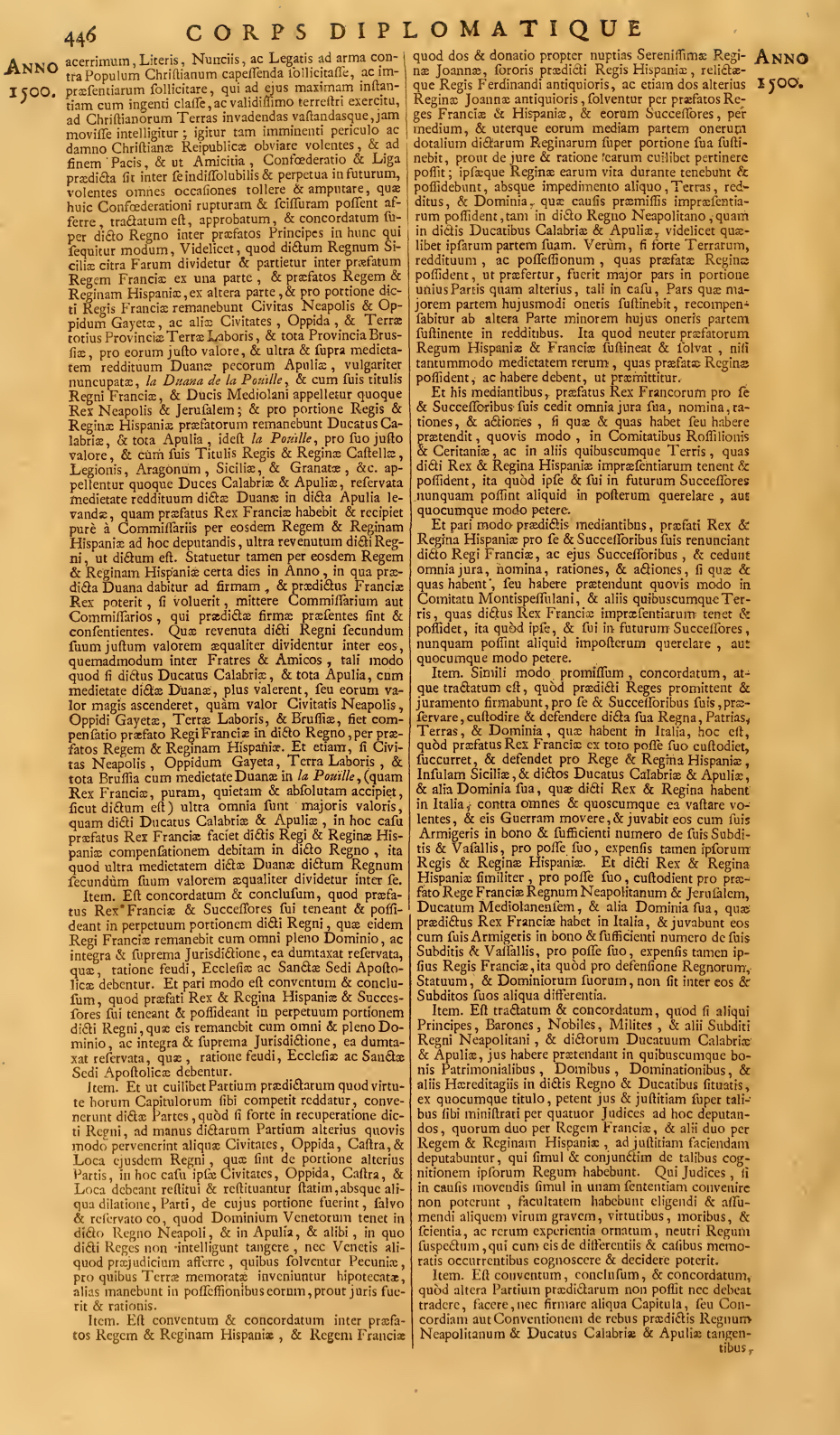
446
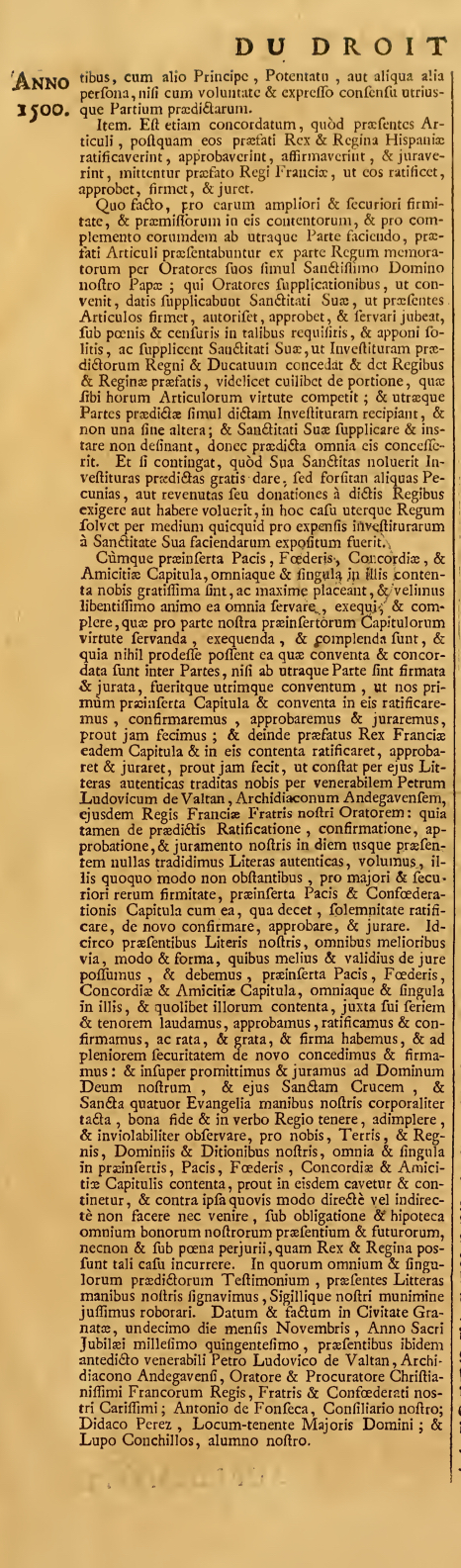
447